# Haarspange

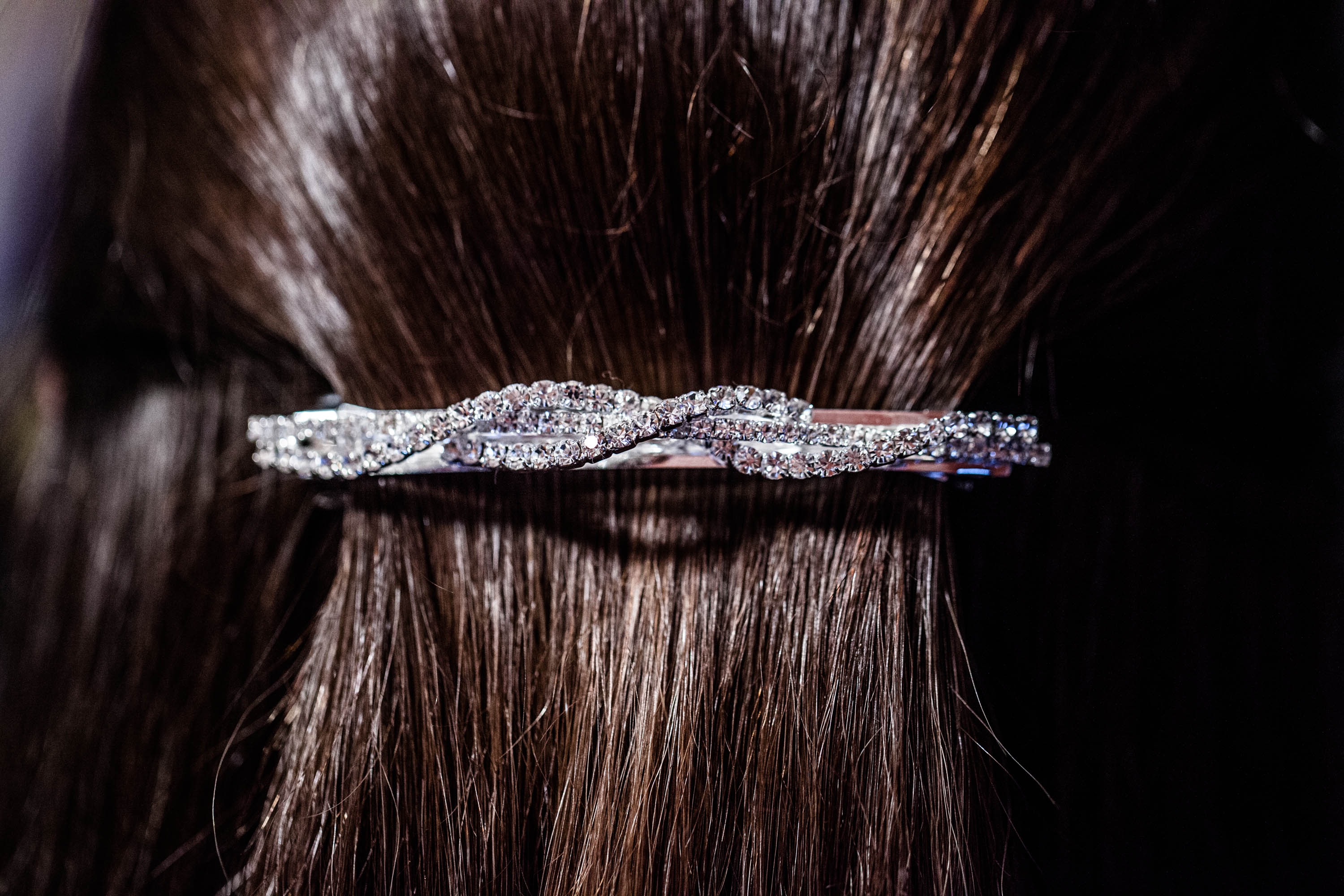
Mit Strass besetzte Haarspange

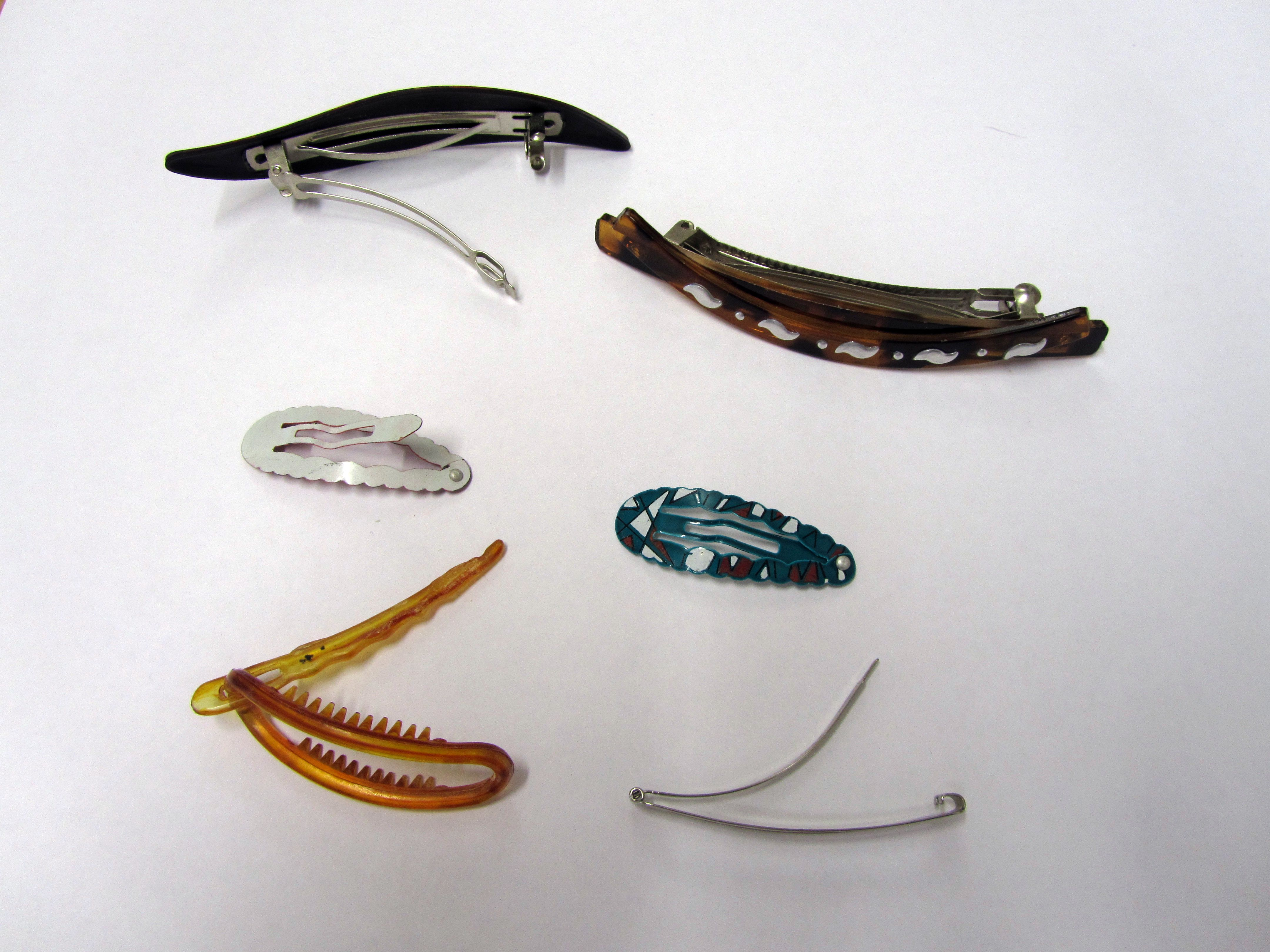
Verschiedene Arten von Haarspangen

Eine Haarspange ist eine Spange oder Schließe, um das Haar zusammen- oder festgesteckt zu halten. 
Haarspangen sind oft aus Kunststoff und Metall verarbeitet, es gibt jedoch auch Haarspangen aus Leder, Horn oder solche, die nur aus Metall bestehen und Spangen, die, etwa mit Strass, dekorativ hochwertig und teuer verarbeitet sind. Oft wird dabei die Haarspange nach dem Positionieren mittels eines metallenen Schließmechanismus zusammengeklippt. Bei anderen Typen wird das Haar mittels eines durch Öffnungen in der Spange geschobenen Stäbchens fixiert. Die meisten kleineren Spangen funktionieren durch Vor- und Zurückbiegen eines leicht gebogenen Metallstücks.
Je nach Größe und Zweck werden Haarspangen auf unterschiedliche Weise getragen. Kurze Haarspangen werden, häufig zu mehreren, dazu verwendet, einzelne Haarsträhnen am Platz oder aus der Stirn zu halten, größere und breitere halten das ganze Haar zu einem Pferdeschwanz oder einer Aufsteckfrisur zusammen.